# Hjalmar Mellin
Robert Hjalmar Mellin, född 19 juni 1854 i Tyrnävä, död 5 april 1933 i Helsingfors, var en finländsk matematiker.
Mellin blev filosofie licentiat 1882 på avhandlingen De algebraiska funktionerna af en oberoende variabel (1881), blev 1884 docent i matematik vid Helsingfors universitet och samma år äldre lärare i samma ämne vid Polytekniska institutet, vars direktor han var 1904–1907, och efter att detta ombildats till teknisk högskola professor där 1908–1926. 
Mellins forskning rörde sig främst på differential- och integralkalkylens samt algebrans områden. Hans många avhandlingar ingår i Finska vetenskapssocietetens "Acta", i "Acta mathematica" samt i finska Vetenskapsakademiens "Annales". 

## Utmärkelser
- Kommendörstecknet av Finlands Vita Ros’ orden[1]
- Sankt Annas orden, tredje klass[1]

[Redigera Wikidata]